# Rolls-Royce Tyne
Rolls-Royce RB.109 Tyne je dvouhřídelový turbovrtulový motor vyvinutý v 50. letech společností Rolls-Royce Limited. Testovací zálet byl proveden v nose upraveného letounu Avro Lincoln v roce 1956. Dle zvyklosti dávat názvy plynovým turbínám u fy Rolls-Royce po řekách byl pojmenován po řece Tyne.
Motor byl navržen v roce 1954 týmem pod vedením Lionela Hawortha a zamýšleným jako silnější alternativa k motoru Rolls-Royce Dart. RB.109 Tyne byl původně navrhován pro výkon 2 500 shp, ale při prvním spuštění v dubnu 1955 daleko předčil očekávání a brzy byl testován při výkonu 4 220 shp. Motor Tyne byl vyvinut primárně pro čtyřmotorový letoun Vickers Vanguard, jehož prototyp poprvé vzlétl 20. ledna 1959 vybavený čtyřmi motory Tyne Mk.506 o výkonu 4 985 e.s.h.p. Dodávky motoru začaly v polovině roku 1959 a poháněly 43 letounů Vanguard dodávaných společnostem British European Airways a Trans-Canada Airlines.

## Specifikace (Tyne RTy.20 Mk 21)

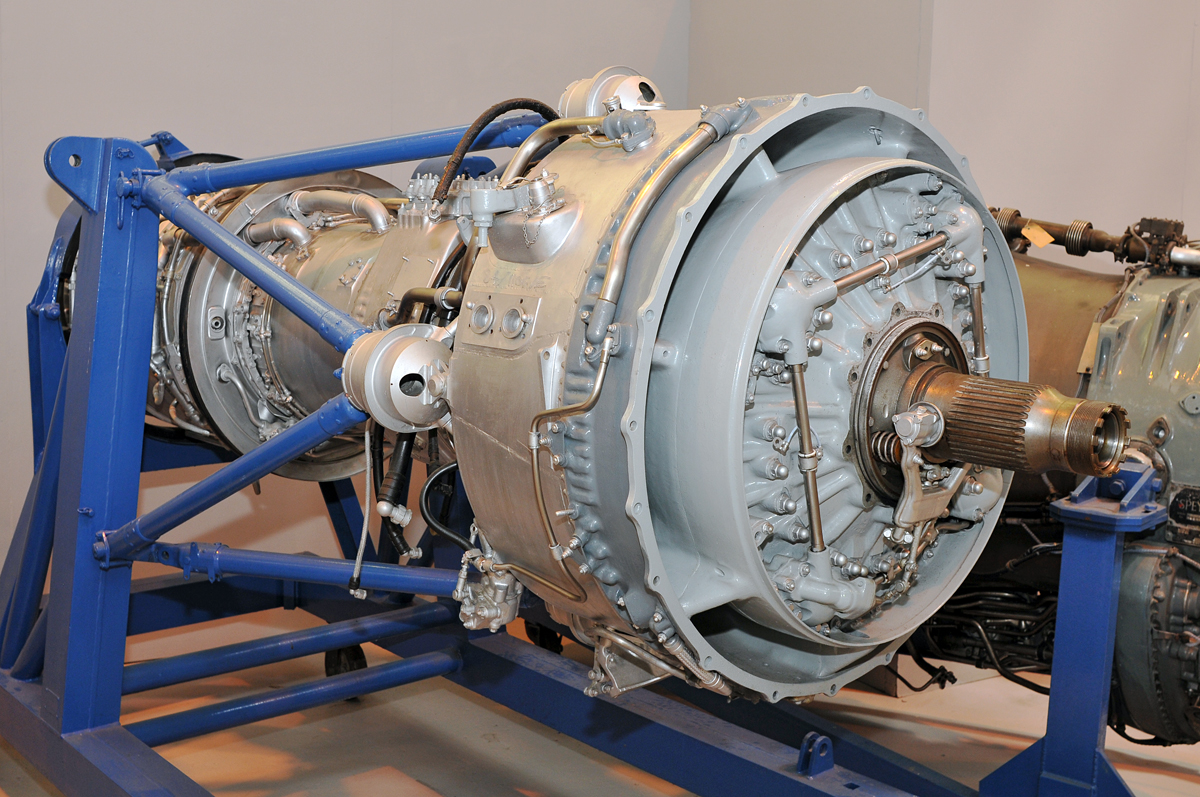
Rolls-Royce Tyne Mk.506 v RAF Museum Cosford

Zdroj Jane's All the World's Aircraft 1962-63.

### Technické údaje
- Typ: Dvouhřídelový turbovrtulový motor
- Průměr: 1 400 mm
- Délka: 2 762 mm
- Hmotnost suchého motoru: 1 085 kg
- Palivo:
- Mazání:

- Kompresor: Axiální, šestistupňový nízkotlaký, devítistupňový vysokotlaký
- Spalovací komory: deset smíšených
- Turbína: třístupňová nízkotlaká, jednostupňová vysokotlaká

### Výkony
- Maximální výkon: 6 100 hp (4 549 kW) ekvivalentní
- Celkový poměr stlačení: 13,5:1
- Hltnost vzduchu: 21 kg/s
- Teplota plynů před turbínou: 800 °C
- Měrná spotřeba paliva  0,485 lb/hp·h (0,298 kg/kW·h) při vzletu
- Poměr hmotnosti ku výkonu:  2,55 hp/lb (4,194 kW/kg)